# Crouttes-sur-Marne
Crouttes-sur-Marne é uma comuna francesa na região administrativa de Altos da França, no departamento de Aisne. Estende-se por uma área de 4,33 km². Em 2010 a comuna tinha 657 habitantes (densidade: 151,7 hab./km²).